# All Party Hill Leaders’ Conference
Die All Party Hill Leaders’ Conference (APHLC, „All-Parteien-Konferenz der Führer des Berglandes“) war eine 1960 gegründete politische Partei im indischen Nordosten. Sie spielte eine wichtige Rolle im Vorfeld der Gründung des Bundesstaats Meghalaya im Jahr 1972 und in den ersten beiden Jahrzehnten danach.

## Geschichte
Nach der Unabhängigkeit Indiens im Jahr 1947 kam das Gebiet des heutigen Meghalaya zur Provinz (ab 1950 Bundesstaat) Assam. Der neu gebildete Bundesstaat Assam wies eine außerordentliche ethnische Heterogenität auf. Die Assamesen im engeren Sinne, die die relativ dicht besiedelte Brahmaputra-Ebene bevölkerten (plains people), machten nur etwa 60 Prozent der Gesamtbevölkerung aus. Hinzu kamen eine bengalischsprachige Minderheit und zahlreiche kleine, größtenteils tibeto-birmanische Völker in den Bergregionen (hills people) bzw. den Stammesgebieten. Die Väter der 1950 in Kraft getretenen indischen Verfassung trugen dem Rechnung, indem sie den Stammesgebieten Sonderrechte und eine begrenzte Selbstverwaltung zubilligten.

### Streit um die Staatssprache Assams

Asam und der indische Nordosten im Jahr 1960. Meghalaya entstand später aus den beiden autonomen Distrikten Garo Hills und United Khasi and Jaintia Hills.

Schon frühzeitig nach der Unabhängigkeit erhoben sich Stimmen unter den politischen Führern Assams, dass das Assamesische zur allgemeinverbindlichen und alleinigen offiziellen Sprache des Bundesstaates erhoben werden solle. Diese Forderung richtete sich vor allem gegen die von vielen Assamesen als bedrohlich wahrgenommene Präsenz der bengalischen Sprache in Assam, die durch den kontinuierlichen Zustrom von Zuwanderern aus Westbengalen und Bangladesch zunehmend verstärkt wurde. Gegen Assamesisch als Staatssprache sprachen sich allerdings auch die Vertreter der Bergvölker aus, die eine kulturelle Marginalisierung befürchteten.
Am 22. April 1960 beschloss das Assam Pradesh Congress Committee (APCC), die lokale Parteiführung der Kongresspartei in Assam, eine Resolution, in der Chief Minister Bimali Prasad Chaliha (Kongresspartei) aufgefordert wurde, Assamesisch zur alleinigen Staatssprache zu erklären. Daraufhin trat am 28. April 1960 eine Versammlung von Vertretern verschiedener Bergvölker Assams in Tura zusammen, die sich entschieden gegen die APCC-Resolution wandte. Chief Minister Chaliha, der sich anfänglich sehr moderat in der Sprachenfrage positioniert hatte, konnte sich dem Druck aus der eigenen Partei nicht mehr entziehen und kündigte am 3. Juni 1960 im Parlament von Assam an, einen Gesetzesentwurf entsprechend den Vorstellungen des APCC einbringen zu wollen. Eine in Reaktion darauf einberufene Konferenz von anfänglich 106 Delegierten der Bergvölker kam am 6. Juli 1960 in Shillong zusammen. Dieses Datum kann als Gründungsdatum der All Party Hill Leaders’ Conference (APHLC) betrachtet werden. Die Konferenz sprach sich einhellig gegen Assamesisch als offizielle Sprache Assams aus und appellierte an den Chief Minister, das Gesetzesvorhaben ad acta zu legen. Als am 18. Oktober 1960 der Gesetzesentwurf über Assamesisch als Bundesstaatssprache ins Parlament eingebracht wurde, verließen die Vertreter der Bergvölker demonstrativ den Sitzungssaal.
Am 16.–18. November 1960 fand die dritte Konferenz der Bergvölker-Vertreter statt. Auf dieser Konferenz forderte der APHLC erstmals unmissverständlich die Bildung eines eigenen Bundesstaats (Eastern Frontier State, „Östlicher Grenzstaat“) aus den Stammesgebieten Assams. Die Amtssprache dieses Bundesstaats sollte Englisch sein – solange, bis es in der Zukunft durch Hindi ersetzt würde. Nachdem die Streitigkeiten derart zu eskalieren drohten, schaltete sich die indische Zentralregierung ein. Am 24. November 1960 fand ein Gespräch zwischen einer APHLC-Delegation und Premierminister Jawaharlal Nehru statt. Nehru sicherte den APHLC-Vertretern zu, dass weiterhin Bengalisch, Englisch und Hindi im offiziellen Gebrauch verwendet werden könnten. Er lehnte jedoch die Bildung eines eigenen (territorial unzusammenhängenden) Hill state der Stammesvölker Assams ab, da er diesen für nicht stabil und wirtschaftlich tragfähig hielt. Kompromissvorschläge der Zentralregierung wurden durch den APHLC zurückgewiesen, der weiter auf seiner Forderung nach einem eigenen Bundesstaat beharrte.

### Entwicklungen 1960 bis 1972
Bei der Parlamentswahl in Indien 1962 und der parallel dazu stattfindenden Wahl des Parlaments von Assam kandidierte der APHLC in den Stammesgebieten und gewann 11 der 105 Mandate im Parlament von Assam, sowie mit 61,8 % Stimmenmehrheit den Lok-Sabha-Wahlkreis 3-Autonomous Districts.
Im Jahr 1963 spalteten such die Vertreter aus den Mizo Hills ganz überwiegend vom APHLC ab und erhoben die Forderung nach Bildung eines separaten Bundesstaats ‚Mizoram‘. Eine wesentliche treibende Kraft hinter dieser Abspaltung war die Mizo National Front.
Am 4. und 5. Oktober 1963 fand ein erneutes Treffen Nehrus mit den APHLC-Führern statt. Nehru unterbreitete einen Plan, nach dem die Stammesgebiete Assams zwar Teil Assams bleiben, aber sehr weitgehende Autonomie erhalten sollten. Sie sollten ihre Verwaltungssprache selbst wählen können, ihre parlamentarische Repräsentation in der Lok Sabha sollte verstärkt und Regelungen für die Vertretung der Stammesvölker in der Regierung Assams sollten getroffen werden. Der Plan wurde von der APHLC begrüßt, aber von Chief Minister Chaliha und der Kongressparteiführung Assams abgelehnt, die argumentierten, dass eine so weitgehende Autonomie zur Dysfunktionalität des Bundesstaats führen würde.
Die indische Regierung unter dem seit 1964 amtierenden Premierminister Shastri ernannte am 16. März 1965 eine Kommission, die sich mit der Lösung dieses Konfliktes befassen sollte. Diese sogenannte Pataskar-Kommission machte verschiedene Vorschläge, die jedoch von der APHLC abgelehnt wurden. In den folgenden Jahren wurden weitere Optionen (Föderation innerhalb Assams etc.) diskutiert, die jedoch alle nicht konsensfähig waren. 1967 gab es eine neue Kommission unter Planungsminister Ashoka Mehta. Der APHLC verstärkte seine öffentliche Agitation. Die Frage polarisierte die indische Parteienlandschaft. In Opposition zur Kongresspartei stehende Parteien, wie Swatantra und Dravida Munnetra Kazhagam ergriffen Partei für die Standpunkte der APHLC.
Am 11. September 1968 erklärte die indische Regierung unter Indira Gandhi ihre Absicht, einen separaten Hill state aus den Stammesgebieten Assams zu schaffen. Der Geograph S. P. Chatterjee schlug den Namen „Meghalaya“ für den neuen Staat vor. Am 25. September 1969 wurde das Gesetz zur Schaffung Meghalayas (der 22. Verfassungszusatz, Constitution (twenty-second Amendment) Bill) in das indische Parlament eingebracht und am selben Tag von beiden Häusern (Lok Sabha und Rajya Sabha) angenommen. Ein Folgegesetz, die Assam Reorganisation (Meghalaya) Bill, 1969 wurde am 24. Dezember 1969 verabschiedet und erlangte am 29. Dezember 1969 Rechtskraft. Der Autonome Staat Meghalaya wurde am 2. April 1970 durch Premierministerin Indira Gandhi offiziell in Shillong inauguriert. Meghalaya war weiterhin Bestandteil Assams, genoss jedoch weitgehende Autonomie und hatte eine eigene Legislativversammlung. In der neu gewählten Legislativversammlung Meghalayas stellte die APHSC 34 Abgeordnete und die Kongresspartei 4. Drei weitere Mitglieder wurden durch den Gouverneur ernannt. Als die Regierung Indira Gandhis am 3. September 1970 ankündigte, dass die bisherigen Unionsterritorien Manipur und Tripura zu vollwertigen Bundesstaaten umgestaltet werden sollten, erhoben die politischen Führer der APHLC die Forderung, dass auch Meghalaya diesen Status erhalten solle. Am 10. November 1970 gab die Premierministerin eine Erklärung ab, in der sie Meghalaya den Status eines Bundesstaates zusagte.
Mit der im Dezember 1971 verabschiedeten North-Eastern Areas (Reorganisation) Bill wurden Meghalaya, Manipur und Tripura zu Bundesstaaten erhoben und die Mizo Hills sowie das Gebiet der North-East Frontier Agency wurden in die Unionsterritorien Mizoram und Arunachal Pradesh umgebildet.

### Entwicklung nach der Gründung des Bundesstaats Meghalaya 1972
Bei der ersten Wahl zur Legislativversammlung des neu gegründeten Bundesstaats erreichte die APHLC mit 32 von 60 gewonnenen Wahlkreisen die absolute Mandatsmehrheit. Erster Chief Minister Meghalyas wurde der APHLC-Politiker Williamson A. Sangma. In den Folgejahren geriet die APHLC in eine Krise. Mit dem Erreichen der Bundesstaatlichkeit Meghalayas war das politische Hauptthema der Partei verloren gegangen. Am 19. und 20. August 1976 diskutierte eine APHLC-Parteikonferenz die Frage, ob sich die APHLC der Kongresspartei anschließen solle. Im Ergebnis wurde der Beschluss gefasst, weiter eigenständig zu bleiben, aber die freundschaftlichen Beziehungen zum Kongress zu stärken. Im November 1976 gab APHLC-Parteipräsident und Chief Minister Sangma bekannt, dass die Kongressführung das Angebot freundschaftlicher Beziehungen zurückgewiesen habe und auf einem vollständigen Anschluss bestehe. Sangma berief eine außerordentliche Parteikonferenz für den November ein. Dies rief zahlreiche innerparteiliche Proteste und Boykottaufrufe hervor, da befürchtet wurde, dass der Chief Minister in überfallsartiger Weise den Anschluss an die Kongresspartei betreiben wolle. Es wurde eine Vertagung der Konferenz gefordert. Letztlich fand die Konferenz aber am 16. November 1976 statt und wurde von 81 der 126 Delegierten besucht. Diese Konferenz sprach sich einstimmig für den Anschluss an die Kongresspartei aus und autorisierte den Chief Minister, die Modalitäten hierfür auszuhandeln. Im November 1976 wechselte ein Großteil der APHLC einschließlich des Chief Ministers Sangma zur Kongresspartei.
Verbliebene Gegner der Vereinigung führten die Partei zwar anschließend fort, jedoch erreichte diese nie wieder ihre alte Stärke. Die APHLC stellte in der Folgezeit noch zwei Mal den Chief Minister Meghalayas (Darwin Diengdoh Pugh vom 10. März 1978–7. Mai 1981 und B. B. Lyngdoh vom 2. März 1983–31. März 1983), verschwand dann aber Ende der 1980er in der politischen Bedeutungslosigkeit.

## Wahlergebnisse
Im Folgenden sind die Wahlergebnisse der APHLC in den Jahren 1962 bis 1993 bei Wahlen in Assam und Wahlen zum gesamtindischen Parlament (Lok Sabha) aufgeführt.
Die Wahlergebnisse ab 1988 beziehen sich auf die APHLC-Gruppierung unter Führung von Armison Marak.
| Jahr  | Wahl                             | Stimmen | Prozent | Parlamentssitze |
| ----- | -------------------------------- | ------- | ------- | --------------- |
| 1962  | Parlamentswahl in Assam 1962     | 134.591 | 5,51 %  | 11/105          |
| 1962  | Wahl zur Lok Sabha 1962          | 91.850  | 0,08 %  | 1/494           |
| 1967  | Parlamentswahl in Assam 1967     | 108.447 | 3,49 %  | 9/126           |
| 1967  | Wahl zur Lok Sabha 1967          | 112.492 | 0,08 %  | 1/520           |
| 1971  | Wahl zur Lok Sabha 1971          | 90.772  | 0,06 %  | 1/518           |
| 1972  | Parlamentswahl in Meghalaya 1972 | 73.851  | 35,67 % | 32/60           |
| 1978  | Parlamentswahl in Meghalaya 1978 | 94.362  | 24,92 % | 16/60           |
| 1980† | Wahl zur Lok Sabha 1980†         | 13.058  | 0,01 %  | 0/529           |
| 1983  | Parlamentswahl in Meghalaya 1983 | 118.593 | 25,07 % | 15/60           |
| 1988  | Parlamentswahl in Meghalaya 1988 | 28.391  | 4,58 %  | 2/60            |
| 1993  | Parlamentswahl in Meghalaya 1993 | 64.603  | 7,93 %  | 3/60            |

† Im östlichen Wahlkreis Shillong von Meghalaya fand 1980 aufgrund der Assam-Unruhen keine Wahl statt.